# Вінцентинув
Вінцентинув (пол. Wincentynów) — село в Польщі, у гміні Славно Опочинського повіту Лодзинського воєводства.
Населення — 163 особи (2011).
У 1975-1998 роках село належало до Пйотрковського воєводства.

## Демографія
Демографічна структура станом на 31 березня 2011 року:
|          | Загалом | Допрацездатний вік | Працездатний вік | Постпрацездатний вік |
| -------- | ------- | ------------------ | ---------------- | -------------------- |
| Чоловіки | 80      | 20                 | 52               | 8                    |
| Жінки    | 83      | 28                 | 37               | 18                   |
| Разом    | 163     | 48                 | 89               | 26                   |